# 暗窨蛛
暗窨蛛（学名：Meta nebulosa）为肖蛸科窨蛛属的动物。在中国大陆，分布于甘肃、陕西等地。该物种的模式产地在甘肃。